# ضفدع هويا الموديلياني
ضفدع هويا الموديلياني (الاسم العلمي:Huia modiglianii) هو نوع من الحيوانات يتبع جنس الضفدع الهويا من فصيلة الضفادع الحقيقية.